# 崔宗培
崔宗培（1907年3月2日—1998年11月9日），河南省南阳县人，中国水利水电专家，原水利电力部规划设计管理局总工程师。

## 生平
1907年3月2日生于河南省南阳县崔坊村。1920年考入天津南开中学。1926年9月进入清华大学工程系学习，同年12月加入中国共产党，1927年8月至11月，任清华大学党支部书记。1929年6月因工程系停办而转至唐山交通大学土木工程系学习。
1931年6月毕业后，崔宗培在开封河南省立水利专科学校任教。1934年，通过教育部公派留学考试入美国研究生院学习水利工程，先后获硕士、博士学位。1937年回国后，恰好赶上抗日战争爆发。1938年3月辗转到达重庆，后曾在四川省政府技术室、全国水利委员会、东北水利工程总局工作。1948年举家至天津，参加华北水利工程总局工作，任工务处处长。
1949年后，任华北水利工程总局副总工程师兼北洋大学水利系教授。1953年3月，调任水利部设计局副局长。1954年，调任水利部（1958年改组为水利电力部）北京勘测设计院总工程师。1960年10月，调至水电部水利水电建设总局工作，1961年任副局长。文化大革命期间被迫停止工作。1969年至1974年，先后在水电部宁夏青铜峡五七干校和水电部河南平舆五七干校劳动。1979年4月，任水利部水利水电规划设计管理局总工程师。1982年3月，调任水利电力部技术咨询。1994年12月退休。曾兼任中国水利学会第一、二、三届常务理事和第四届名誉理事、《中国水利百科全书》主编、《中国大百科全书·水利》卷编委会副主任等职。
长期从事水利工程的规划、设计和建设等工作。先后领导和参加了辽河及海河流域规划，岳城及密云水库、刘家峡及龚咀水电站、三门峡水利枢纽改建等大型水利水电工程的规划设计工作，以及青铜峡、云峰、柘溪、新丰江等水电站，岗南、黄壁庄、王快、汾河等水库，黄河小浪底、长江葛洲坝水利枢纽、南水北调东线引水工程等三十余项工程的规划和审查工作。
1998年11月9日在北京逝世。

## 出版物
- 第1版. 中国水利水电出版社. 2007年10月. ISBN 9787508449425.